# Joachim Parapatits
Joachim Parapatits (* 28. Jänner 1981) ist ein ehemaliger österreichischer Fußballspieler, der heute vor allem als -trainer tätig ist.

## Spielerkarriere
Parapatits begann seine Vereinsfußballerkarriere beim SV Neuberg im Burgenland. Beim BFV Hallenmasters wurde er 1999 und 2000 zum besten Spieler des Turniers gewählt, außerdem gewann er mit sieben Toren beim Finale 1999 die Trophäe für den erfolgreichsten Torschützen.
2001 kam der Stürmer zum DSV Leoben in die Erste Division. Im Jahre 2002 wechselte er zum FK Austria Wien. Nach neun Spielen und dem ersten Meistertitel seiner Karriere in der Bundesliga wurde er an den Ligakonkurrenten VfB Admira Wacker Mödling verliehen und später zum Zweitligisten SC Untersiebenbrunn. 2004 heuerte er beim FC Kärnten an, den er 2005 wieder Richtung Austria Wien verließ. Für fünf Spiele kehrte Parapatits in die Bundesliga zurück und wurde zum zweiten Mal Meister. 2006 ging er zurück zu seinem ersten Profiverein DSV Leoben. Nach einem Jahr beim SC Schwanenstadt stand er von 2008 bis zum Sommer 2011 beim FC Gratkorn unter Vertrag. In der Spielzeit 2011/12 spielte er für den SV Grödig und wechselte im Folgejahr zum TSV Hartberg. Nach 29 Einsätzen mit sieben erzielten Toren und drei Torvorlagen wechselte Parapatits zum Aufsteiger SV Lafnitz, von dem aus er am 1. Jänner 2014 ins burgenländische Unterhaus zum fünftklassigen SV Eltendorf weiterwechselte. Diesen verließ er im Juli 2014 wieder ging zur viertklassigen Wiener Viktoria. Am 31. Jänner 2015 ging er dann zum ASK Mannersdorf und stieg mit diesem in der Saison 2015/16 von der sechstklassigen Gebietsliga Süd/Südost in die fünftklassige 2. Landesliga Ost auf. Nach einer Saison in der fünfthöchsten Fußballliga, in der er es in 26 Meisterschaftsspielen auf sechs Tore gebracht hatte, wechselte er zur Spielzeit 2017/18 zum USC Muckendorf/Zeiselmauer in die siebentklassige 1. Klasse Nordwest. Nach lediglich zwei Toren aus 19 Ligaeinsätzen verließ er den Klub wieder am Saisonende und schloss sich dem SV 7023 Z-S-P aus der burgenländischen Gemeinde Zemendorf-Stöttera an. In der fünftklassigen II. Liga Mitte kam er bis zur Winterpause auf eine Bilanz von 14 Einsätzen und drei Treffern und schloss sich in weiterer Folge für den Frühjahrsdurchgang seinem Heimat- und ehemaligen Ausbildungsverein ASK Markt Neuhodis an. Dieser war in der letzten Liga im burgenländischen Fußball, der siebentklassigen 2. Liga Süd A, vertreten und wechselte zur Saison 2020/21 in die 2. Liga Süd B. Am Ende der Spielzeit 2022/23 schaffte er mit dem Team den Aufstieg in die sechstklassige 1. Klasse Süd.
Mit 358 Einsätzen in der zweithöchsten österreichischen Fußballliga rangiert er aktuell (Stand: Dezember 2023) auf dem achten Platz der am öftesten eingesetzten Spieler seit der Gründung der Liga 1974.

## Trainerkarriere
Parapatits, der im April 2010 einen Nachwuchsbetreuerlehrgang und im Jänner 2011 einen Trainerlehrgang des Landesverbandes abgeschlossen hatte, fungierte unter anderem ab November 2010 als Co-Trainer im Nachwuchsbereich des ASK Markt Neuhodis, den er bis zum Sommer 2011 betreute. Zur gleichen Zeit war er in gleicher Funktion von November 2010 bis März 2011 beim SV Rechnitz tätig. Nach einigen Jahren ohne Traineramt übernahm er im Sommer 2017 die Kampfmannschaft des USC Muckendorf/Zeiselmauer und führte diesen in der Saison 2017/18 auf den sechsten Tabellenplatz der 1. Klasse Nordwest. In der Winterpause 2021/22 übernahm er bis zum Saisonende den ASKÖ Jabing, mit dem er die II. Liga Süd auf Rang 5 abschloss. Bald darauf kam er im Oktober 2022 beim Ligakonkurrenten ASK Schlaining unter und löste dabei den bisherigen Trainer Lukas Poglitsch ab. Mit Schlaining rangierte er am Saisonende auf dem 14. von 16 Tabellenplätzen; sein vorheriger Verein aus Jabing landete gar auf dem letzten Platz. Die drei letztplatzierten Teams mussten in weiterer Folge in die 1. Klasse Süd absteigen. Im Sommer 2023 übernahm er die Kampfmannschaft des SV Rechnitz mit Spielbetrieb in der II. Liga Süd.

## Erfolge
- 2× Österreichischer Meister: 2002/03 und 2005/06
- 1× Meister der Gebietsliga Süd/Südost: 2015/16
- 1× Meister der 2. Liga Süd B: 2022/23